# Missy Mazzoli
Pour les articles homonymes, voir Mazzoli.
Missy Mazzoli, née le 27 octobre 1980 à Lansdale (Pennsylvanie), est une compositrice, professeure de musique et pianiste américaine.

## Biographie
Missy Mazzoli a étudié à l'université de Boston la théorie et la composition avec John Harbison, Richard Cornell et Charles Fussell.
De 2007 à 2011, elle est directrice du festival MATA à New York.
En 2011 et 2012 Missy Mazzoli est compositrice en résidence à l'Albany Symphony Orchestra. De 2012 à 2015, elle est compositrice en résidence au Philadelphia Opera, au Gotham Chamber Opera et au Music Theatre-Group.
En 2016 elle fonde Luna Composition Lab, qui « offre des opportunités de mentorat et de performance aux jeunes compositeurs femmes, non-binary ou de genre non conforme. ».
Elle a été également membre de la faculté de composition du Mannes College of Music de la New School de 2013 à 2023 après avoir été professeur invité de musique à l'Université de New York en 2013.
De 2018 à 2021, Missy Mazzoli a été Mead Composer-in-Residence au Chicago Symphony Orchestra. Elle a été nommée à ce poste par Riccardo Muti en 2018 puis prolongée jusqu'en 2021, et s'est occupée de la promotion des oeuvres contemporaines au CSO
La critique est élogieuse quant à ses compositions lyriques et instrumentales, et elle est la deuxième femme compositrice à recevoir une commande du Metropolitan Opera de New York. Elle déclare à ce propos dans un entretien accordé au journal le Point : « Les grandes maisons américaines, et notamment le Metropolitan Opera, passent énormément de commandes… J'écris actuellement pour eux un opéra adapté du roman de George Saunders, Lincoln au bardo, une gageure puisque dans le livre il y a 112 personnages ! On sent un grand appétit de musique et de récit, c'est un moment exaltant. Nous vivons un âge d'or de l'opéra aujourd'hui aux États-Unis. ».
Missy Mazzoli a été nommée aux Grammy Awards dans la catégorie « meilleure composition classique » pour ses Vêpres pour violon enregistrées avec la violoniste Olivia de Prato.
Elle contribue également à la composition musicale pour des oeuvres de fiction à la télévision et au cinéma : elle a écrit et interprété la musique du personnage fictif Thomas Pembridge dans la série diffusée par Amazon Prime Video "Mozart in the Jungle". Elle a également contribué à la musique des documentaires "Detropia" et "Book of Conrad" et du film "A Woman, A Part".

## Œuvres orchestrales et musique de chambre
Missy Mazzoli a composé différentes oeuvres orchestrales, sur commandes des plus grands orchestres des USA, dont « Violent, Violent Sea » en 2011 sur commande du Barlow Endowment et de la Ligue des Compositeurs de musique de chambre,, « Holy Roller » en 2012 sur commande du Albany Symphony, « River Rouge Transfiguration » en 2013, sur commande du  Detroit Symphony, « Sinfonia (for Orbiting Spheres) » en 2014 sur commande du LA Philharmonic,« Dark with Excessive Bright », Concerto pour Contrebasse ou Violon et Orchestra en 2014 sur commande du Australian Chamber Orchestra et du  Aurora Orchestra, « Orpheus Undone » en 2020, sur commande du Chicago Symphony, « Procession », un concerto pour violon, en 2022, sur commande du National Symphony, du Cincinnati Symphony et du BBC Symphony.
Elle a également composé des morceaux pour formations de chambre, comme Vespers for a New Dark Age (2014), pour soprano et orchestre de chambre, Millennium Canticles, pour quatre percussionnistes, Ecstatic Science (2016) pour flûte, clarinette, trompette, violon, viole,  et violoncelle,  Three Fragile Systems (2018) pour quatre grands pianos, Enthusiasm Strategies (2019) pour quatuor à cordes.
C'est le chamber-rock quintet « Victoire » qu'elle a formé en 2010, avec Olivia De Prato, Eileen Mack, Lorna Dune et Eleonore Oppenheim, qui enregistre son premier album complet, Cathedral City chez New Amsterdam Records. L'album comprend morceaux composés entre 2008 et 2010, « A Song for Mick Kelly (2010)
Cathedral City (2009) 
The Diver (2009)
Like a Miracle (2009) 
A Door into the Dark (2008) 
India Whiskey (2008) 
A Song for Arthur Russell (2008) 
i am coming for my things (2008) ».
Elle regroupe ensuite sous le titre « Dark with Excessive Bright », cinq compositions écrites de 2006 à 2016, dont celui qui donne son intitulé à l'album, « Dark with Excessive Bright (2018) », un concerto pour contrebasse, violon et orchestre de cordes. Les autres morceaux sont « Orpheus Undone (2020) 
Vespers for Violin (2014)
Sinfonia (for Orbiting Spheres) (2014, révisé en  2016) 
These Worlds In Us (2006) ». L'album, qui sort en mars 2023, est enregistré par le violoniste  Peter Herresthal et l'Arctic Philharmonic, le Bergen Philharmonic, sous la direction musicale de Tim Weiss et de James Gaffigan

## Opéras et lyriques

### Salt (2012)
Salt est un court récit de 20 minutes basé sur l'histoire de la femme de Loth, écrit pour voix, violoncelle et électronique. La première représentation de Salt a eu lieu au BAM Next Wave Festival 2012 à Brooklyn et à l'UNC Chapel Hill. Composé pour la violoncelliste Maya Beiser et la chanteuse Helga Davis, Salt a été mis en scène par Robert Woodruff sur des textes d'Erin Cressida Wilson.

### Song from the Uproar (2012)
Le premier opéra de Mazzoli s'intitule Song from the Uproar: The Lives and Deaths of Isabelle Eberhardt. Il s'inspire de la vie de l'exploratrice et écrivaine suisse Isabelle Eberhardt , a été créé au New York The Kitchen en mars 2012. Il a été composé par Missy Mazolli pour une voix de mezzo-soprano, sur un livret de Royce Vavrek et d'elle-même. Le cinéaste Stephen Taylor et la réalisatrice Gia Forakis ont participé à la mise en scène de la représentation.
Un enregistrement avec la distribution originale est sorti fin 2012 sous le label du New Amsterdam Records. En Octobre 2015, l'Opéra de Los Angeles a présenté à son tour sa propre production de l'opéra.

### A Flourish of Green (2013)
C'est un opéra de chambre pour soprano, ténor et piano, sur un livret de Mark Campbell, basé sur le Decameron, quatrième jour, cinquième récit. Il existe un enregistrement fait dans le cadre d'un atelier des étudiants du Curtis Institut à l'Opéra de Philadelphie.

### Breaking the Waves (2016)
L'opéra Breaking the Waves de Mazzoli, une adaptation du film Breaking the Waves de Lars von Trier, lauréat du Grand Prix du Festival de cinéma de Cannes 1996. Composé sur un livret de Royce Vavrek, il a été commandé par Opera Philadelphia et Beth Morrison Projects. L'opéra a été créé à Philadelphie le 22 septembre 2016 puis repris en 2019, par le Scottish Opera qui a annoncé qu'il présenterait Breaking the Waves lors d'une tournée mondiale commençant au Festival international d'Édimbourg 2019, dans une nouvelle production dirigée par Tom Morris. Trois représentations ont également été données en mai 2023 à l'Opéra Comique à Paris.

### Proving Up (2018)
En 2018, Mazzoli a créé Proving Up, son troisième opéra avec le librettiste Royce Vavrek, une adaptation de la nouvelle du même titre de Karen Russell. L'œuvre a été commandée par le Washington National Opera, l'Opera Omaha et le Miller Theatre et chantée par Michael Slattery (Miles Zegner), John Moore (« Pa » Zegner), Talise Trevigne (« Ma » Zegner) et l'International Contemporary Ensemble, sous la direction de  Christopher Rountree. Un enregistrement est édité par Pentatone et l'Avant-Scène Opéra souligne alors « la dynamique dramaturgique de Proving Up est efficace, et elle le doit au moins autant à la musique qu’au livret. » .

### The Listeners (2022)
En 2022, Mazzoli compose The Listeners, son quatrième opéra avec le librettiste Royce Vavrek, à l'Opéra d'Oslo en Norvège. L'œuvre a été commandée par l'Opéra de Philadelphie et le Lyric Opera de Chicago, et a été mise en scène avec le Norwegian National Opera pour la première.

### Lincoln au Bardo (2026)
Lincoln in the Bardo de Mazzoli, sur un livret de Royce Vavrek basé sur le roman à succès du même nom de George Saunders et commandé par le Metropolitan Opera de New York, aurait dû être présenté au Los Angeles Opera en février 2026 mais le projet a été abandonné et l'oeuvre sera présentée au Met en Première en octobre 2026 avec Thomas Hampson dans le rôle de Lincoln.